# 岡田久美
岡田 久美（おかだ くみ）は、日本の編集技師。

## 主な編集作品

### 映画
- サンデイドライブ （2000年／斎藤久志監督）
- いたいふたり （2002年／斎藤久志監督）
- 腑抜けども、悲しみの愛を見せろ （2007年／吉田大八監督）
- クヒオ大佐 （2009年／吉田大八監督）
- パーマネント野ばら （2010年／吉田大八監督）
- 美しい星 （2017年／吉田大八監督）

### テレビドラマ
- 偽証法廷 （2012年、テレビ東京）[1]
- Dr.門倉周平の事件カルテ （2012年、テレビ東京）